# Acossus centerensis
Acossus centerensis là một loài bướm đêm thuộc họ Cossidae. Nó được tìm thấy ở New Jersey phía tây đến Illinois và North Dakota. In Canada nó có ở Quebec và Ontario phía tây đến British Columbia.
Sải cánh dài 40–50 mm đối với con đực và 50–64 mm đối với con cái.
Ấu trùng ăn các loài Populus, mainly Populus tremuloides, but also bạch dương lá tims.

## Hình ảnh

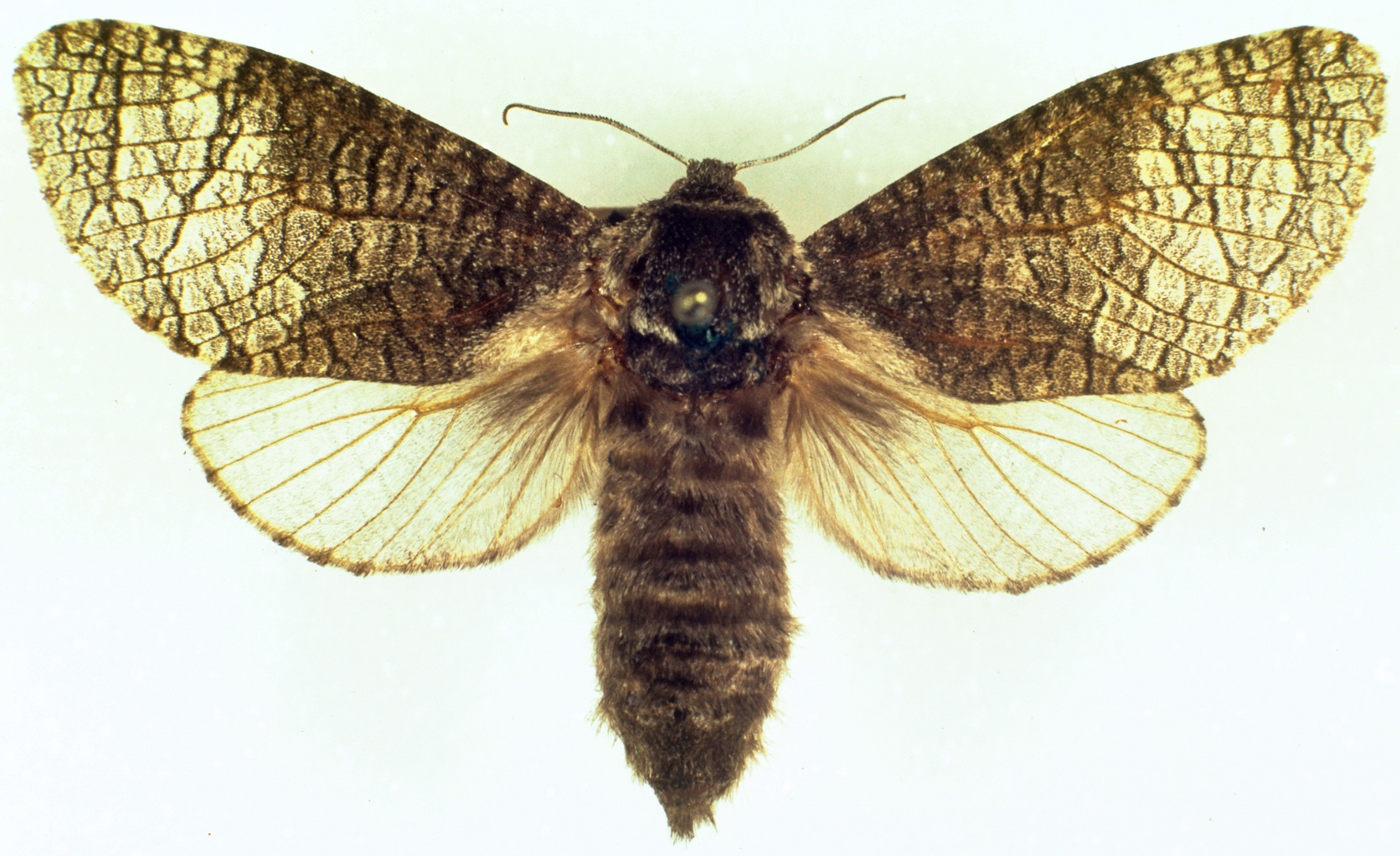